# لانسينجيرلاند
لانسينجيرلاند هي مدينة وبلدية غرب هولندا، في مقاطعة جنوب هولندا.

## طوبوغرافيا
خريطة طوبوغرافية هولندية لبلدية لانسينجيرلاند، يونيو 2015، (تقرأ بعد ثلاث نقرات على الخريطة).